# Кубок Томаса 1964
6-й Кубок Томаса (крупнейшее международное соревнование по бадминтону среди мужских команд) прошёл в сезоне 1963—1964 годов. Он начинался в четырёх квалификационных зонах — Азиатской, Австралазиатской, Европейской и Панамериканской. В квалификационных состязаниях четырёх зон участвовало 18 команд. В конце сезона четыре победителя зон съехались в Токио (Япония) и, проведя между собой плей-офф, определили претендента, который в раунде вызова оспорил титул чемпиона у победителя прошлого сезона — команды Индонезии.

## Итоги зональных турниров
Так как Малайя и Индия соревновались в Австралазиатской зоне, а Япония — в Панамериканской, то победителем в Азиатской зоне вновь стала сборная Таиланда, разгромив Тайвань (9-0). В Австралазиатской зоне Малайя победила Индию (8-1) и Австралию (9-0). В Панамериканской зоне Япония обыграла Мексику, Канаду (8-1) и США (7-2). Дания выиграла в Европейской зоне, одолев в финале команду Англии.

## Плей-офф
Межзональные плей-офф состоялись в середине мая 1964 года в Токио.

### Первый раунд
| Таиланд | 6—3 | Япония   |
| Дания   | 7—2 | Малайзия |

### Заключительный раунд
| Дания | 6—3 | Таиланд |

## Раунд вызова
Финальный спор за кубок Томаса сезона 1963—1964 годов был омрачён поведением индонезийских фанатов, старавшихся ослепить датских игроков фотовспышками. Матчи одиночек окончились со счётом 4-1 в пользу индонезийцев, но датчане стали отыгрываться в парах. В результате в финальном матче, где датчане поначалу также вели в счёте, поведение индонезийских болельщиков стало настолько мешать игре, что матч был прерван на 20 минут. После возобновления матча индонезийцы постепенно сумели переломить игру в свою пользу, и в итоге выиграли кубок Томаса с общим счётом 5-4. Протест датской команды был отклонён.